# 西亀有
西亀有（にしかめあり）は、東京都葛飾区の地名。現行行政町名は西亀有一丁目から四丁目。住居表示実施済み区域である。

## 地域
葛飾区の西部、亀有駅と綾瀬駅の中間に位置する閑静な住宅市街地が広がる町である。西亀有一・二・三丁目は常磐線南側に、西亀有二丁目の一部と西亀有四丁目は北側にまたがる。隣接する地域は、北が足立区東和一・二丁目および同区東綾瀬一丁目、東が亀有一・四・五丁目、南が堀切八丁目・東堀切三丁目およびお花茶屋三丁目、西は足立区綾瀬二・三丁目。

### 地価
住宅地の地価は、2025年（令和7年）1月1日の公示地価によれば、西亀有1-2-1の地点で36万2000円/m2、西亀有3-41-2の地点で37万円/m2となっている。

## 歴史
この一帯は1889年（明治22年）の町村制施行時点では大部分の区域が南葛飾郡亀青村大字砂原であった。砂原は1932年（昭和7年）の葛飾区成立の際に砂原町となる。その後、1965年（昭和40年）12月1日に住居表示により砂原町1、砂原町2、砂原町、亀有町1、上千葉町の区域が西亀有一-四丁目となった。

### 地名の由来
東隣の亀有に由来。

## 世帯数と人口
2023年（令和5年）1月1日現在（東京都発表）の世帯数と人口は以下の通りである。
| 丁目         | 世帯数    | 人口     |
| ------------ | --------- | -------- |
| 西亀有一丁目 | 1,521世帯 | 3,148人  |
| 西亀有二丁目 | 2,807世帯 | 5,134人  |
| 西亀有三丁目 | 2,162世帯 | 4,397人  |
| 西亀有四丁目 | 1,435世帯 | 2,529人  |
| 計           | 7,925世帯 | 15,208人 |

### 人口の変遷
国勢調査による人口の推移。
| 年                 | 人口   |
| ------------------ | ------ |
| 1995年（平成7年）  | 14,473 |
| 2000年（平成12年） | 13,883 |
| 2005年（平成17年） | 13,641 |
| 2010年（平成22年） | 14,098 |
| 2015年（平成27年） | 14,015 |
| 2020年（令和2年）  | 14,610 |

### 世帯数の変遷
国勢調査による世帯数の推移。
| 年                 | 世帯数 |
| ------------------ | ------ |
| 1995年（平成7年）  | 5,746  |
| 2000年（平成12年） | 5,683  |
| 2005年（平成17年） | 5,731  |
| 2010年（平成22年） | 6,248  |
| 2015年（平成27年） | 6,439  |
| 2020年（令和2年）  | 6,980  |

## 学区
区立小・中学校に通う場合、学区は以下の通りとなる（2021年4月時点）。
| 丁目         | 番地                     | 小学校               | 中学校               |
| ------------ | ------------------------ | -------------------- | -------------------- |
| 西亀有一丁目 | 1～5番 11～17番 22～33番 | 葛飾区立上千葉小学校 | 葛飾区立青葉中学校   |
| 西亀有一丁目 | 6〜10番 18〜21番         | 葛飾区立西亀有小学校 | 葛飾区立青葉中学校   |
| 西亀有二丁目 | 全域                     | 葛飾区立西亀有小学校 | 葛飾区立青葉中学校   |
| 西亀有三丁目 | 全域                     | 葛飾区立西亀有小学校 | 葛飾区立一之台中学校 |
| 西亀有四丁目 | 全域                     | 葛飾区立中之台小学校 | 葛飾区立一之台中学校 |

## 事業所
2021年（令和3年）現在の経済センサス調査による事業所数と従業員数は以下の通りである。
| 丁目         | 事業所数  | 従業員数 |
| ------------ | --------- | -------- |
| 西亀有一丁目 | 52事業所  | 586人    |
| 西亀有二丁目 | 89事業所  | 769人    |
| 西亀有三丁目 | 101事業所 | 655人    |
| 西亀有四丁目 | 71事業所  | 832人    |
| 計           | 313事業所 | 2,842人  |

### 事業者数の変遷
経済センサスによる事業所数の推移。
| 年                 | 事業者数 |
| ------------------ | -------- |
| 2016年（平成28年） | 318      |
| 2021年（令和3年）  | 313      |

### 従業員数の変遷
経済センサスによる従業員数の推移。
| 年                 | 従業員数 |
| ------------------ | -------- |
| 2016年（平成28年） | 2,235    |
| 2021年（令和3年）  | 2,842    |

## 交通

### 鉄道
西亀有地区の町域内に鉄道駅は存在しない。しかし、隣接する亀有と綾瀬にそれぞれ1駅が所在する。
- 東日本旅客鉄道（JR東日本）
  - 常磐緩行線：亀有駅（亀有所在）/綾瀬駅（綾瀬所在）
- 東京メトロ
  - 千代田線：綾瀬駅

### 道路
- 東京都道467号千住新宿町線

## 施設

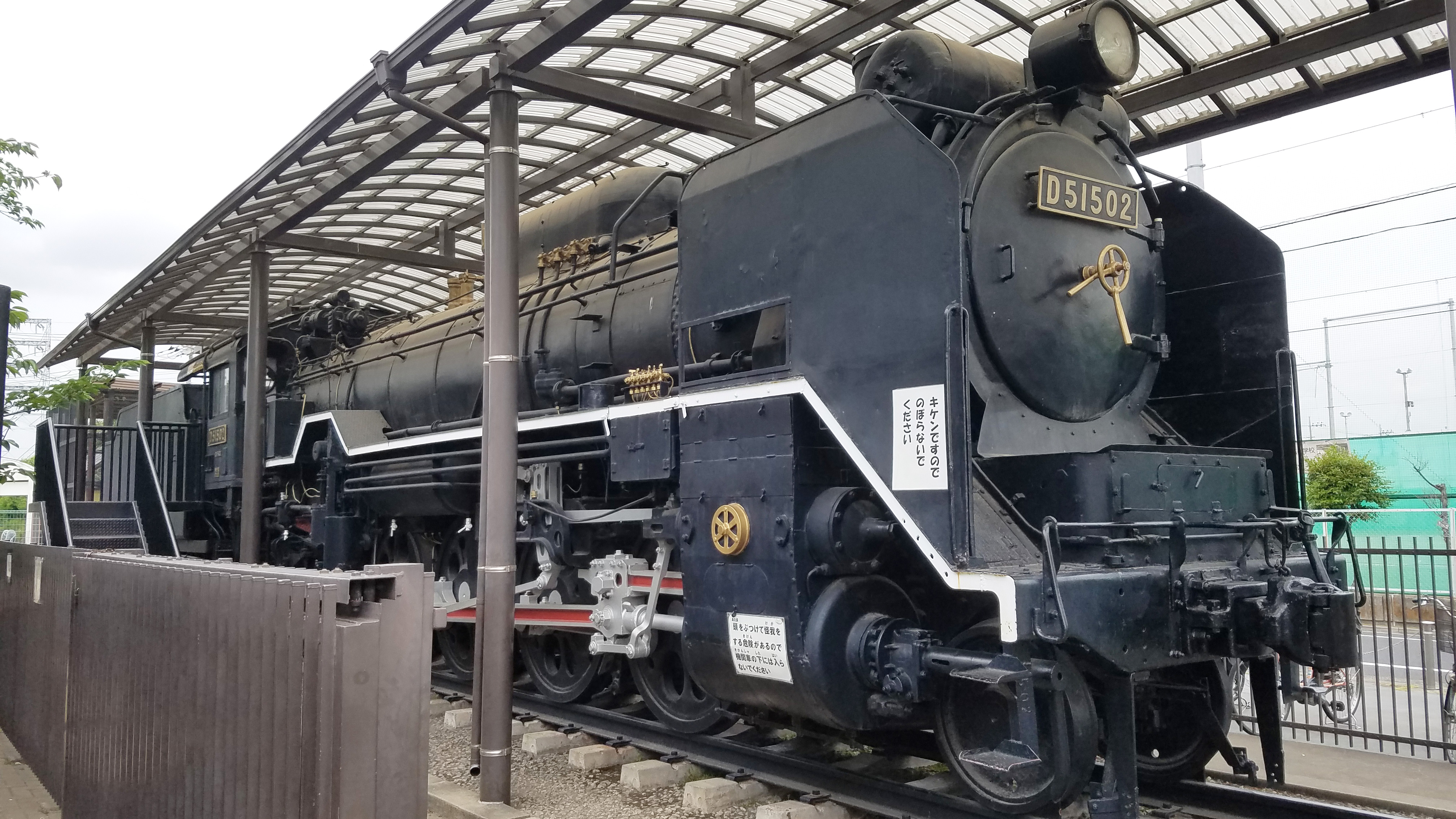
上千葉砂原公園

### 教育
- 葛飾区立西亀有小学校
- 葛飾区立一之台中学校
- 東京都立農産高等学校
- 東京都立葛飾ろう学校

### 公園・スポーツ・レクリエーション
- 上千葉砂原公園
- せせらぎ公園

## 史跡・寺社
- 高木神社
- 稲荷神社
- 善養寺

## その他

### 日本郵便
- 集配担当する郵便局と郵便番号は以下の通りである[17]。

| 丁目         | 郵便番号 | 郵便局         |
| ------------ | -------- | -------------- |
| 西亀有一丁目 | 124-0002 | 葛飾郵便局     |
| 西亀有二丁目 | 124-0002 | 葛飾郵便局     |
| 西亀有三丁目 | 125-0002 | 葛飾新宿郵便局 |
| 西亀有四丁目 | 125-0002 | 葛飾新宿郵便局 |